# Fields
Fields was een Britse muziekgroep binnen de progressieve rock. Ze bestond rond 1971.

## Band
De band werd opgericht rond 1970 door Graham Fields (1940-2018) die bekend werd door de hit Sympathy met Rare Bird. In 1971 kwam onder de vlag van CBS de elpee Fields uit, de eerste van een beoogde serie van drie. Na het debuutalbum verloor CBS echter alle interesse in de band en de opnamen voor het tweede album Contrast belandden tot 2015 op de plank. Het blokkeren van dat album betekende alweer het einde van Fields.

## Album
Het debuutalbum werd een cultalbum mede vanwege de drummer Andy McCulloch, die zich met Fields tussen twee progressieve bands bevond, die wel naam maakten: King Crimson en Greenslade. Overigens speelde gitarist van het eerste uur Alan Barry voor dit album samen met Pete Giles, Mike Giles en Gordon Haskell, drie musici die ook in verschillende perioden deel uit maakten van King Crimson. Opnamen voor het album vonden plaats in de IBC Studio in Londen onder de vlag van Sympathy Music. Muziek werd uitgegeven door Sympathy Music.
Musici: Graham Field (toetsinstrumenten), Alan Barry (gitaren, basgitaar, mellotron), Andrew McCulloch (drumstel), Dafne Downs (saxofoon op Fair-headed lady).
Tracks: 1: A friend of mine (4:27), 2: While the sun still shines (3:15), 3: Not so good (3:08), 4: Three minstrels (4:27), 5: Slow Susan (3:44), 6: Over and over again (5:54), 7: Feeling free (3:13), 8: Fair-headed lady (3:02), 9: A place to lay my head (3:37), 10: The eagle (5:23).

## Nasleep
Barry vertrok en werd vervangen door Frank Farrell uit Supertramp. Ondanks dat de band snel ter ziele ging bleven er gedurende jaren steeds heruitgaven uitgebracht worden van het debuutalbum, al dan niet alleen in Japan of in combinatie met de opnamen van Contrasts.